# Sizilianische Küche

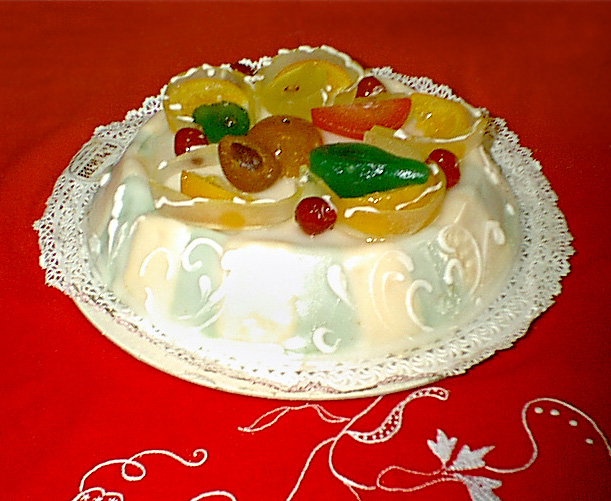
Cassata alla siciliana

Die sizilianische Küche ist eine vielseitige Regionalküche Italiens. Sie ist geprägt von den reichhaltigen Erträgen der Landwirtschaft und des Fischfangs und von den Einflüssen fremder Kulturen in der Geschichte Siziliens. Vereinfacht lässt sich die Küche beschreiben mit Pasta, pesce e pasticceria, also Nudeln, Fisch und Süßspeisen. Nudelgerichte werden vorwiegend mit Gemüse serviert, Fisch findet wesentlich öfter Verwendung als Fleisch und die sizilianischen Süßspeisen zählen zu den gehaltvollsten und farbenfrohesten der Welt. Die Vielfalt der sizilianischen Küche liegt darin, dass die Kochrezepte in den einzelnen Provinzen variieren und mit unterschiedlichen Zutaten angereichert und verfeinert werden.

## Grundlegende Zutaten

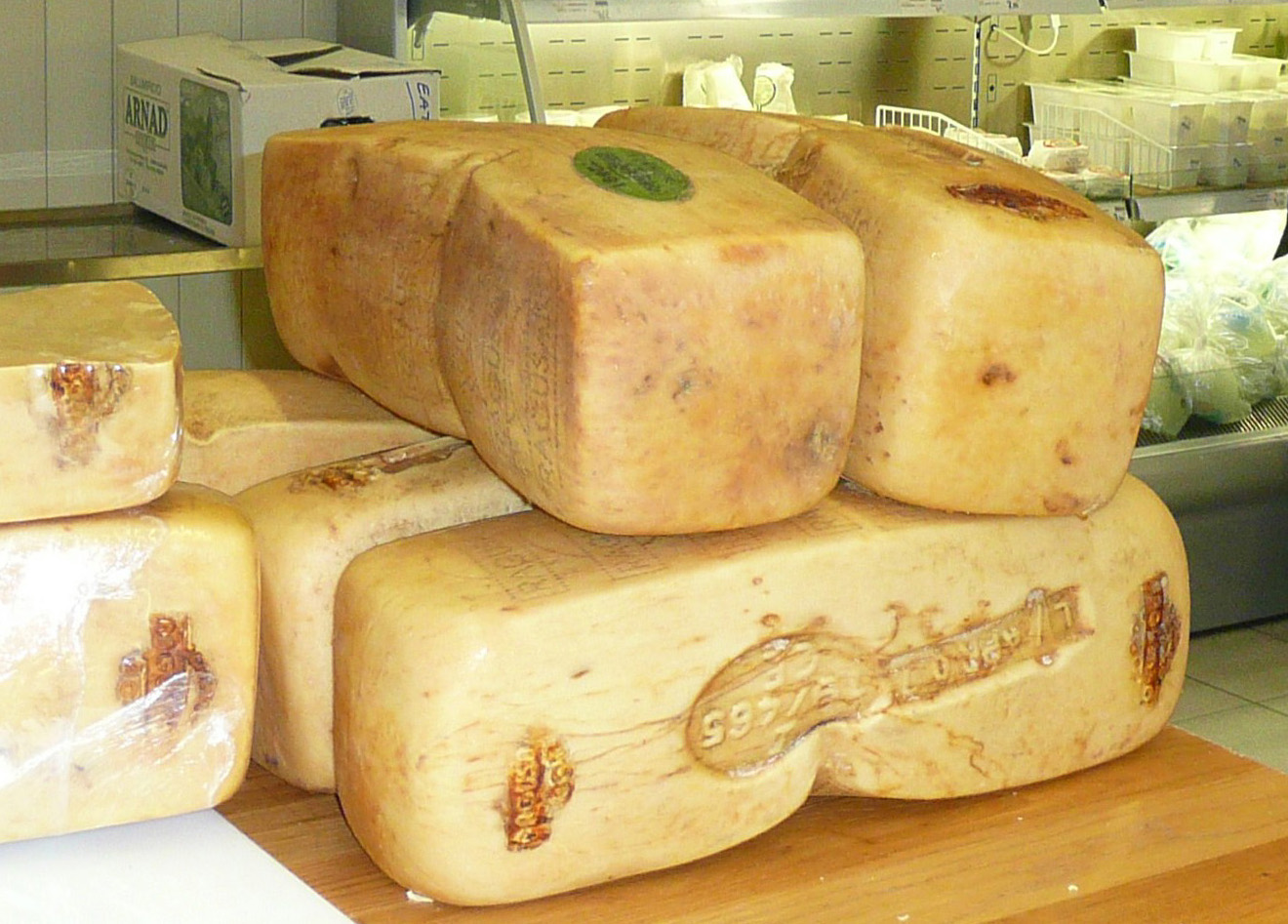
Ragusano

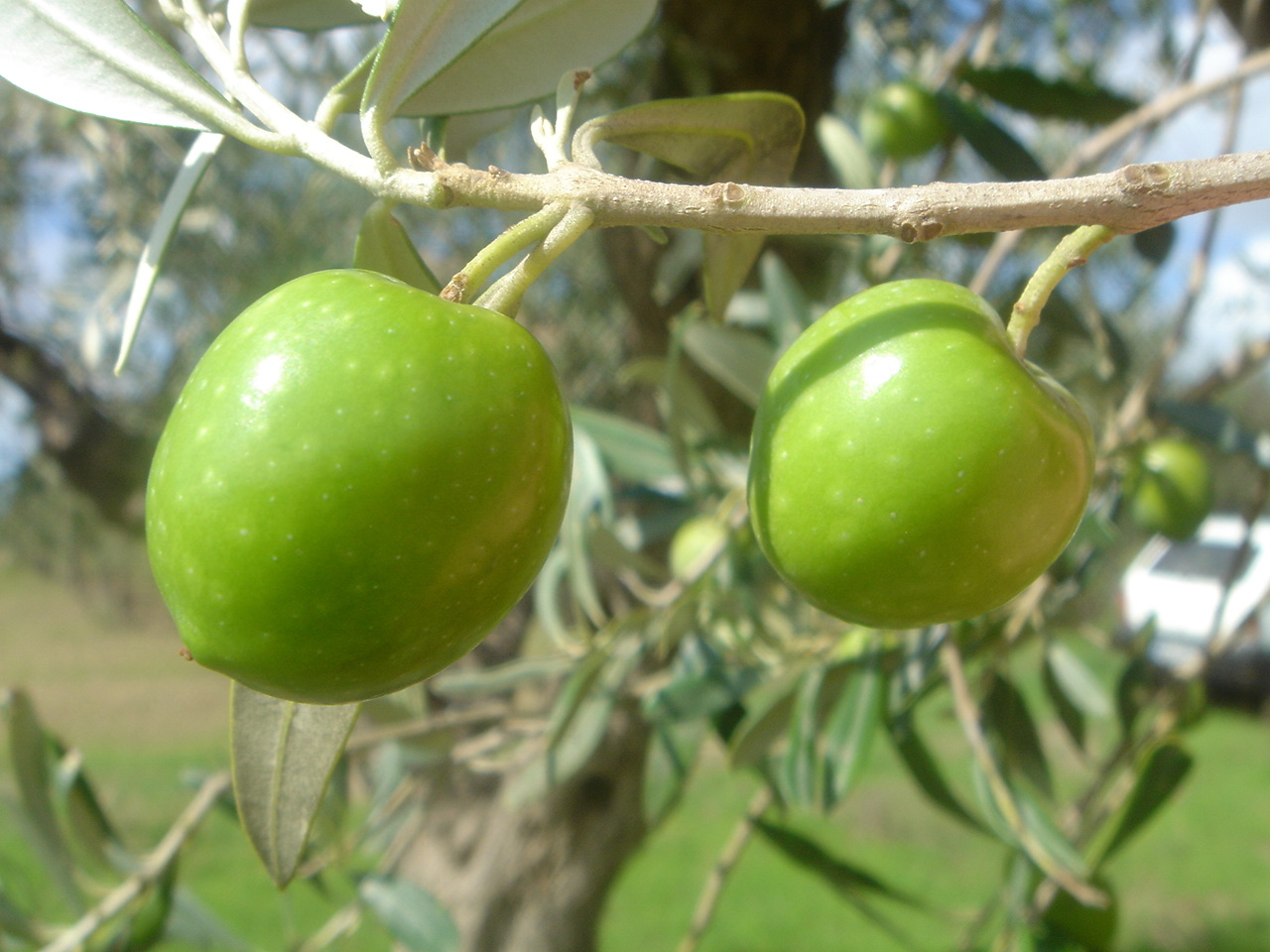
Nocellara del Belice, Olivensorte aus den Valli Trapanesi

Grundbestandteile der sizilianischen Küche sind in erster Linie Produkte der eigenen Landwirtschaft und des Fischfangs.
Zu den wichtigsten Anbauprodukten zählen Zitronen, Orangen, Tomaten und Oliven, die sowohl zum Einlegen als auch zur Produktion von Olivenöl verwendet werden. Nennenswert sind die Öle aus den Valli Trapanesi.
Weitere Produkte sind Hartweizen zur Herstellung von Teigwaren, Paprika, Artischocken und Auberginen, die auf Sizilien in vielen Rezepten vorkommen. Mandeln, Pinienkerne und Pistazien werden sowohl zum Verfeinern der Gerichte als auch für viele Süßspeisen und Gebäck gebraucht.
In der sizilianischen Küche wird oft von wilden Pflanzen und Kräutern Gebrauch gemacht, die entweder roh verzehrt, gekocht oder eingelegt werden. Dazu gehören wilder Fenchel, wilder Spargel, Borretsch (Gurkenkraut), wilder Mangold, Distel-Artischocke, Kapern und Zichorie (Wegwarte).
Zu den in der Küche am häufigsten verwendeten Fischarten zählen Thunfisch, Schwertfisch, Sardellen, Sardinen und zahlreiche Krustentiere. Fisch wird meist frisch zubereitet, aber auch in Olivenöl konserviert, geräuchert oder getrocknet. Kleinfische werden oft frittiert und als Beilage zu anderen Gerichten gereicht. Fleischgerichte bestehen vorwiegend aus Lamm, Wildkaninchen oder Schwein.
Neben den Erträgen der Landwirtschaft und der Fischerei wird in vielen Regionen Siziliens Käse produziert. Ricotta wird vor allem in den Konditoreien zur Herstellung cremiger Süßspeisen und Füllungen verwendet, aber auch zur Füllung von Cassatelle (Sizilianische Ravioli) oder als Soße für Nudelgerichte. Weitere typische Käsespezialitäten sind der Ragusano, der birnenförmige Caciocavallo und der Pecorino siciliano. Der junge, noch weiche Pecorino, auch Primo Sale genannt, wird oft an Stelle der sonst in Italien üblichen Mozzarella verwendet, der reife und würzigere Pecorino an Stelle des geriebenen Parmesans.

## Einfluss fremder Kulturen
Die bewegte Geschichte Siziliens spiegelt sich in der heutigen Küche wider. So kamen mit den Griechen Oliven, salziger Ricotta, Honig und Wein auf die Insel. Schon im antiken Syrakus wurde im 5. Jahrhundert v. Chr. eine Kochschule gegründet und ein Kochbuch geschrieben: Il cuoco siciliano, der sizilianische Koch.
Die Römer begannen, im Inselinneren intensiv Hartweizen anzubauen und stellten erstmals eine Art Speiseeis her, indem sie das Eis des Ätna mit Honig süßten und mit Fruchtsaft färbten. Von ihnen lernte man unter anderem auch Bratwurst und Maccu zuzubereiten. Maccu ist ein Püree aus Saubohnen, Zwiebeln und Knoblauch, das zu Brot oder Nudeln gegessen wird. Es war über Jahrhunderte Hauptnahrung der Bauern, die das Gericht in Tonamphoren mit aufs Feld nahmen.
Die Araber führten Reis, Zitrusfrüchte, neuartige Gewürze, Zucker, Mandeln und die Herstellung von Marzipan ein. Von den Normannen übernahm man die Zubereitung von Stockfisch und Rouladen. Die Spanier brachten neben neuen Gemüsearten wie Tomaten, Auberginen und Paprika auch Kakaobohnen und das Wissen zur Herstellung von Schokolade mit. Überregional bekannt ist die Schokolade aus Modica. Die Nähe zum afrikanischen Kontinent zeigt sich in der Gegend zwischen San Vito lo Capo und Trapani, wo verschiedene Arten von Couscous gekocht werden.
Am nachhaltigsten haben aus heutiger Sicht die Araber die sizilianische Küche geprägt. Durch die Einführung von Reis begann die Zubereitung der Arancini, kleiner Reisbällchen, und mit der arabischen Vorliebe für Süßes begann die Herstellung traditioneller Süßspeisen wie der Cassata oder der Frutta martorana.
In anglonormannischen Handschriften zur Esskultur im Mittelalter werden Gerichte wie Poume d’oranges oder Teste de Turke beschrieben, die arabischen Ursprungs sind und durch den kulturellen Austausch nach der Eroberung Siziliens auch in englischen Küchen auftauchten.

## Auswahl typischer Gerichte
Antipasti – Vorspeisen

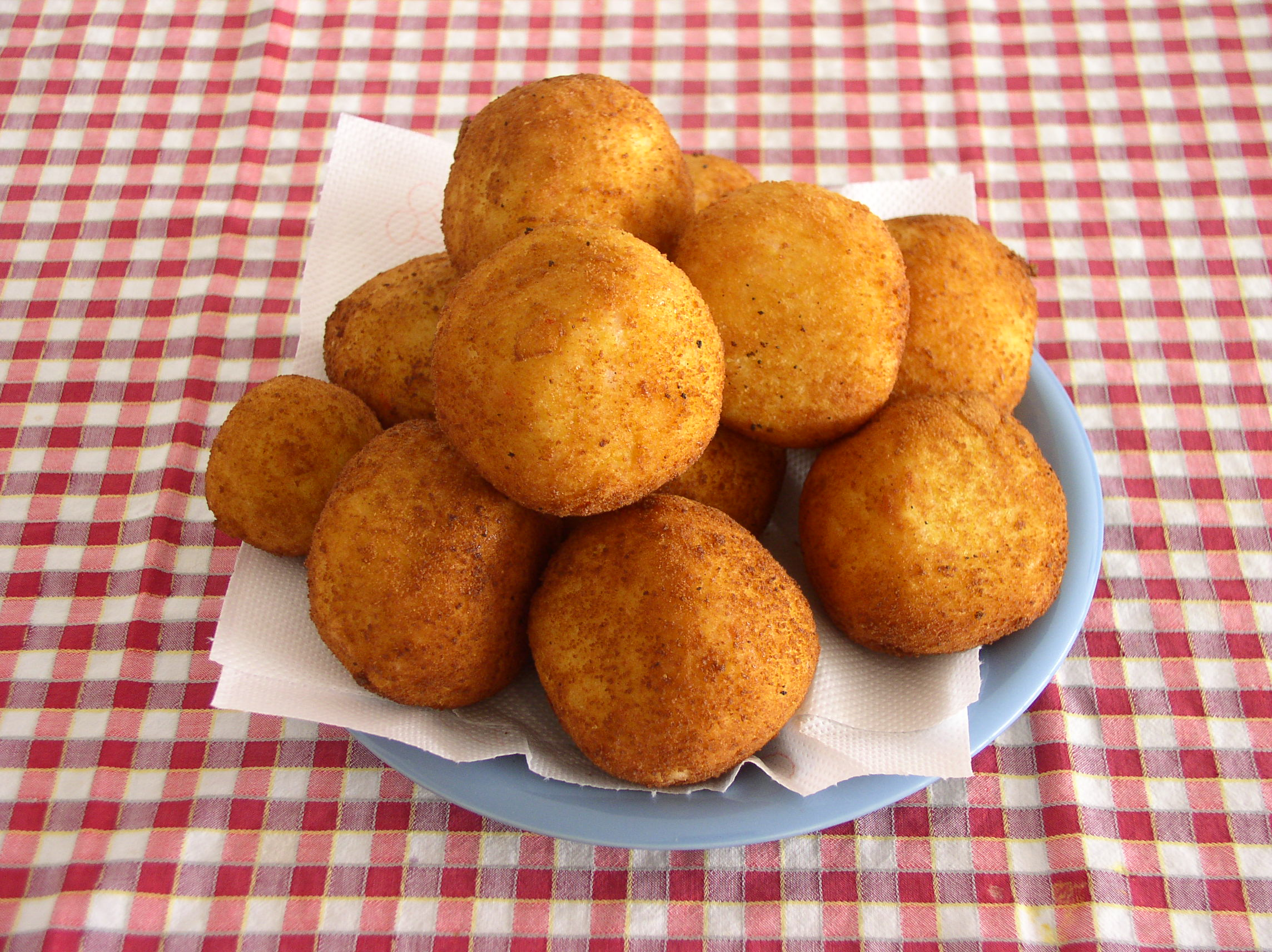
Arancini aus Palermo

Für Sizilien typische Vorspeisen sind Arancini, frittierte Reisbällchen, die je nach Region unterschiedlich gefüllt oder auch anders geformt sind. Eine weitere Spezialität ist Caponata, eine süßsauer zubereitete Speise aus Paprika, Auberginen, Kapern und Zwiebeln. Beliebte Zwischenmahlzeiten sind Sfincione, eine Pizza aus süßlichem Brotteig, Scàccia, gefüllte Teigtaschen oder gegrillte Stigghioli.  
Primi piatti – 1. Gang
Für Pastagerichte werden neben Spaghetti bevorzugt Makkaroni verwendet. Zu den typischen Nudelspezialitäten zählen Pasta alla Norma nach einem Rezept aus Catania, des Weiteren Pasta con le sarde mit Sardinen und Pasta con le melanzane mit Auberginen.
Secondi piatti – 2. Gang
Fleischgerichte werden vor allem in den Bergregionen im Inselinneren zubereitet. Spezialitäten sind der Farsu magru, ein Rollbraten, und die Involtini alla siciliana, üppig gefüllte Rouladen.
Entlang der Küste werden Fischgerichte bevorzugt. Schwertfisch aus der Gegend von Messina, Thunfisch aus den Gewässern vor Trapani oder Sardinen werden meist alla griglia zubereitet, also nur gegrillt und mit Salat und frischem Brot verzehrt. Couscous wird mit gekochtem Fisch serviert und nicht, wie in Nordafrika üblich, mit Hammel oder Hühnchen. Eine besondere Spezialität sind gefüllte Fische wie zum Beispiel die Sarde a beccafico.
Dolci – Nachspeisen
Da die sizilianischen Dolci, also die süßen Nachspeisen, sehr gehaltvoll und sättigend sind, werden die Mahlzeiten stattdessen oft mit Obst oder Käse abgerundet.

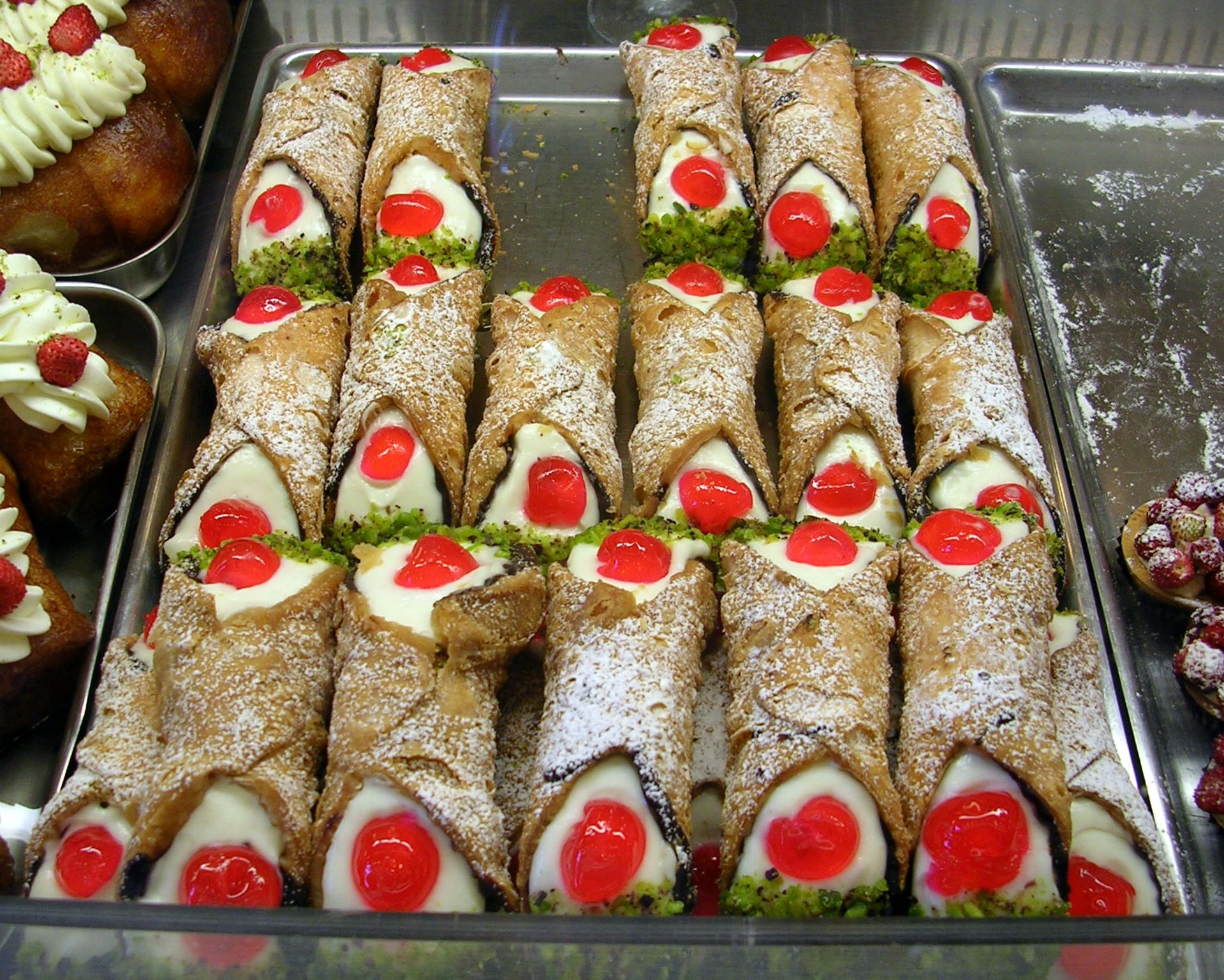
Cannoli

## Auswahl typischer Süßspeisen
Gebäck und Süßwaren spielen in der sizilianischen Küche seit Jahrhunderten eine große Rolle. Sie wurden früher in den Klöstern und in erster Linie für Geistliche und Adelige hergestellt. Heute werden sie sowohl zu kirchlichen Feiertagen als auch zu Familienfesten angeboten. So gibt es z. B. traditionell die Cassata, eine Schichttorte aus Biscuitteig, Ricotta und kandierten Früchten, und zu Weihnachten Buccellato und Pignolata. Zum Fest der Heiligen Lucia am 13. Dezember wird die Süßspeise Cuccìa zubereitet.
Die Cafés und Eisdielen bieten eine Vielfalt an Eissorten und Granita. In den Konditoreien gibt es neben Mandel-, Pistazien- und Piniengebäck auch ricottagefüllte Teigrollen, die Cannoli und täuschend echt aussehende Marzipanfrüchte, die Frutti della Martorana.

## Auswahl typischer Getränke

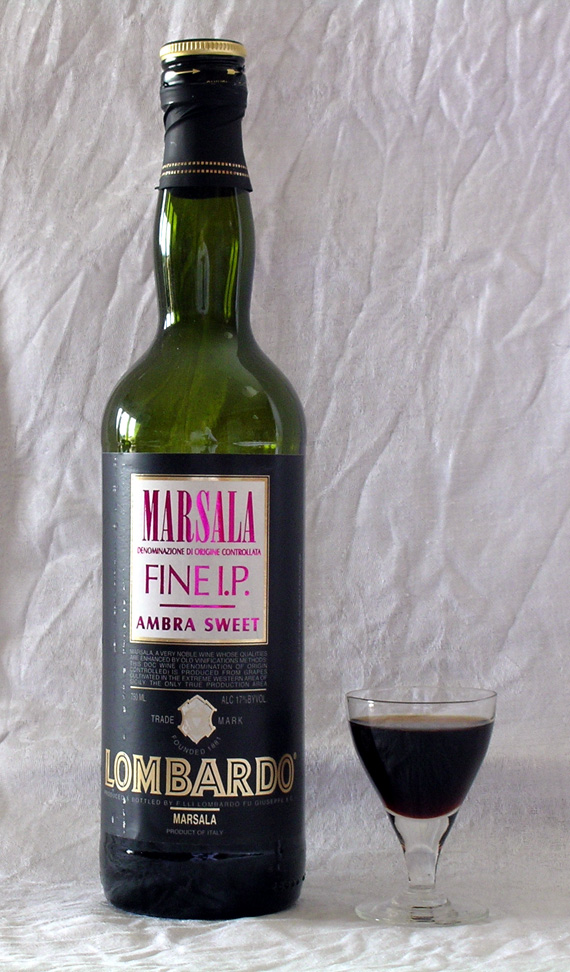
Marsala

Zu den Hauptmahlzeiten trinkt man meist Wein. Die Böden und das Klima eignen sich hervorragend für den Weinbau auf Sizilien, der seit der Einwanderung der Griechen betrieben wird. Heute produzieren alle Provinzen der Insel Wein und durch die Einführung moderner Keltermethoden etablieren sich die DOC-Weine Siziliens auf dem europäischen Weinmarkt.
Die Rotweine haben einen Alkoholgehalt von 12,5 bis 14 Prozent und werden gerne abends zu Gebratenem oder Gegrilltem getrunken. Zu den bekannten Rotweinen zählen unter anderem der Cerasuolo di Vittoria, der Nero d’Avola und der Perricone. Die trockenen Weißweine und Roséweine mit einem Alkoholgehalt von 11,5 bis 12 Prozent schmecken vor allem zu Fisch, Geflügel und Nudelgerichten.
Eine besondere Form des Weinbaus, Vite ad alberello di Pantelleria wird auf der Insel Pantelleria betrieben, woraus die DOC-Weine Passito di Pantelleria und Moscato di Pantelleria hergestellt werden.
Daneben werden verschiedene Dessertweine produziert wie der weltberühmte Marsala, der Malvasia delle Lipari oder der Vino di mandorle, ein Mandelwein.
Weitere typisch sizilianische Getränke sind der Limoncello, ein Zitronenlikör, und der Amaro Siciliano, ein Kräuterbitter, der oft nach den Mahlzeiten als Digestif getrunken wird.